# مرخا
مرخا (به لاتین: Myrcha) یک روستا در لهستان است که در گمینا ویشنگو واقع شده‌است. مرخا ۹۰ نفر جمعیت دارد.